# Dzwonkówka czarnoniebieskawa

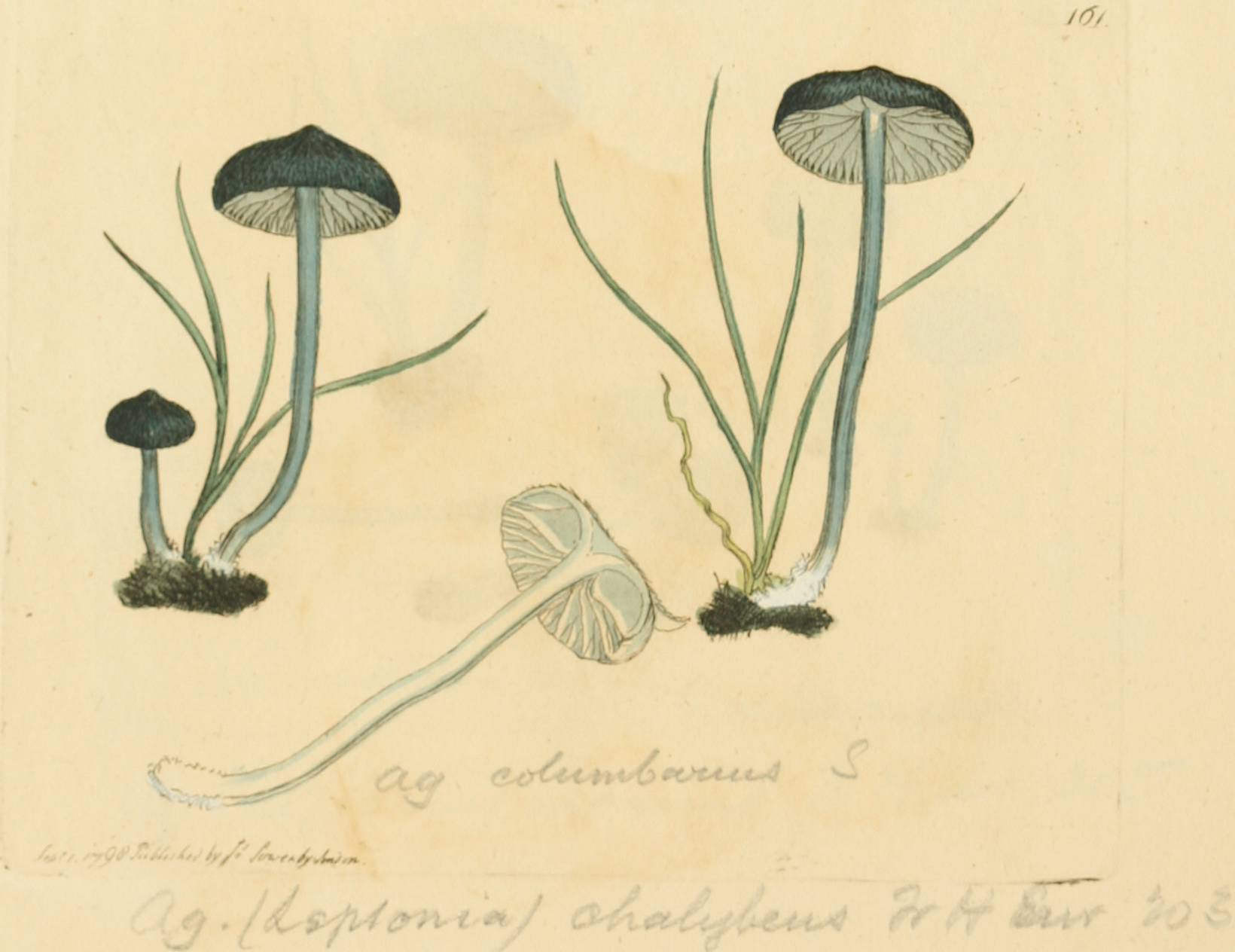

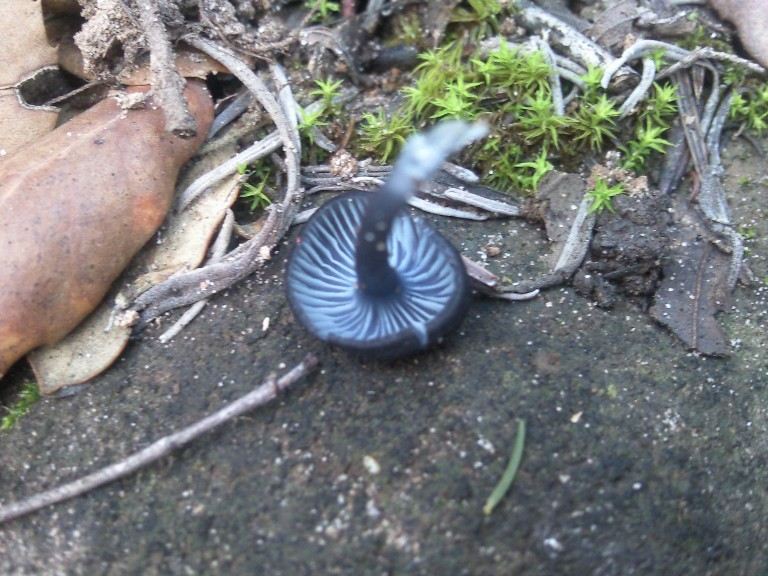

Dzwonkówka czarnoniebieskawa (Entoloma chalybeum (Pers.) Noordel.) – gatunek grzybów z rodziny dzwonkówkowatych (Entolomataceae).

## Systematyka i nazewnictwo
Pozycja w klasyfikacji według Index Fungorum: Entoloma, Entolomataceae, Agaricales, Agaricomycetidae, Agaricomycetes, Agaricomycotina, Basidiomycota, Fungi.
Po raz pierwszy opisał go w 1801 r. Christiaan Hendrik Persoon, nadając mu nazwę Agaricus chalybeus. W 1982 r. Machiel Evert Noordeloos przeniósł go do rodzaju Entoloma. Synonimów ma 16. Niektóre z nich:

- Acurtis chalybeus (Pers.) Singer 1961
- Agaricus chalybeus Pers. 1801
- Entoloma chalybeum (Pers.) Zerova 1979
- Entoloma chalybeum (Pers.) Noordel., 1982 f. chalybeum
- Entoloma chalybeum (Pers.) Noordel. 1982 var. chalybeum
- Entoloma chalybeum var. lazulinum (Fr.) Noordel. 1984
- Entoloma lazulinum (Fr.) Noordel. 1982
- Leptonia chalybea var. squamulosipes Largent 1994

Nazwę polską zaproponował Władysław Wojewoda w 2003 r.

## Morfologia
Kapelusz
Średnica 1,5–4,5 cm, u młodych owocników łukowaty, potem płaskołukowaty z pępkowatym zagłębieniem, zwykle nie centralnym, lecz mimośrodowym. Brzeg ostry i gładki. Kapelusz często pofalowany, czasami popękany, słabo niehigrofaniczny – rzadko blaszki prześwitują do 1/3 promienia kapelusza. Powierzchnia matowa, promieniście włóknista, lub delikatnie garbkowata, na środku łuskowata. Barwa ciemnoniebieskofioletowa lub ciemnoszaroniebieska z fioletowym odcieniem, na środku prawie czarna.
Blaszki
Średniogęste, w liczbie 20–40, z międzyblaszkami (I = 1-5), szerokie, głęboko wykrojone do prawie wolnych. Początkowo mają barwę od stalowoniebieskiej do jasnoniebieskiej, potem różowobiaławej do szarej z odcieniem różowym lub różowofioletowym. Ostrza o tej samej barwie, gładkie.
Trzon
Walcowaty, przy podstawie poszerzony, kruchy, często z podłużnym rowkiem. Wysokość 2–5 cm, grubość do 2–5 mm. Powierzchnia ciemnoszaroniebieska, zazwyczaj nieco jaśniejsza niż kapelusz, w górnej części delikatnie oprószona, w dolnej gładka, błyszcząca lub oprószona delikatnymi białymi łatkami. Podstawa biała, z filcowatą grzybnią.
Miąższ
Cienki, o barwie od białej do niebieskiej, jednolitej na całej grubości kapelusza, bez smaku, o lekko zjełczałym zapachu.
Cechy mikroskopowe
Zarodniki 8,5–12,5 × 6,5–8,5 μm, w widoku z boku w zarysie elipsoidalne, kanciaste, 6–9-kątowe. Podstawki 27–51 × 8,5–14 μm, 4-zarodnikowe, ze sprzążkami. Cheilocystydy wrzecionowate lub cylindryczne, o rozmiarach 35–75 × 5–18 μm, często z jasnobrązowym pigmentem wewnątrzkomórkowym. Ostrze blaszek całkowicie sterylne. Strzępki w komórkach skórki zbudowane z nabrzmiałych komórek o szerokości do 35 μm. Komórki skórki i górna część tramy blaszek zawiera wewnątrzkomórkowy brązowo-niebieski pigment, w tramie blaszek występują granulki z pigmentem. Brak sprzążek.

## Występowanie i siedlisko
Dzwonkówka czarnoniebieskawa w Europie jest szeroko rozprzestrzeniona, ale rzadka. W piśmiennictwie naukowym na terenie Polski do 2003 r. podano 10 stanowisk. Znajduje się na Czerwonej liście roślin i grzybów Polski. Ma status R – gatunek potencjalnie zagrożony z powodu ograniczonego zasięgu geograficznego i małych obszarów siedliskowych.
Grzyb naziemny. Owocniki od sierpnia do października na nienawożonych łąkach i pastwiskach. Preferuje gleby wapienne.